# KOLR/KOZK Tower
KOLR/KOZK Tower – maszt radiowy w mieście Fordland w stanie Missouri. 
Został wybudowany w 1971. Jego wysokość wynosi 597,3 metra.